# Arazzo del World Trade Center
L'Arazzo del World Trade Center era un grande arazzo, opera dell'artista catalano Joan Miró con Josep Royo.
È stato esposto nella hall del Two World Trade Center (la Torre Sud) a New York dal 1974 fino alla sua distruzione nel 2001. Il lavoro era un disegno astratto, con blocchi luminosi di colore, rosso, verde, blu e giallo, con elementi neri e uno sfondo marrone chiaro. Realizzato in lana e canapa, misurava 6,1 × 10,7 m e pesava 4 tonnellate. È stato completato nel 1973, ed esposto in una retrospettiva al Grand Palais di Parigi, prima di essere installato a New York nel 1974. È rimasto distrutto a causa del crollo della Torre Sud del World Trade Center negli attacchi dell'11 settembre 2001.